# Hugh Taylor Birch State Park

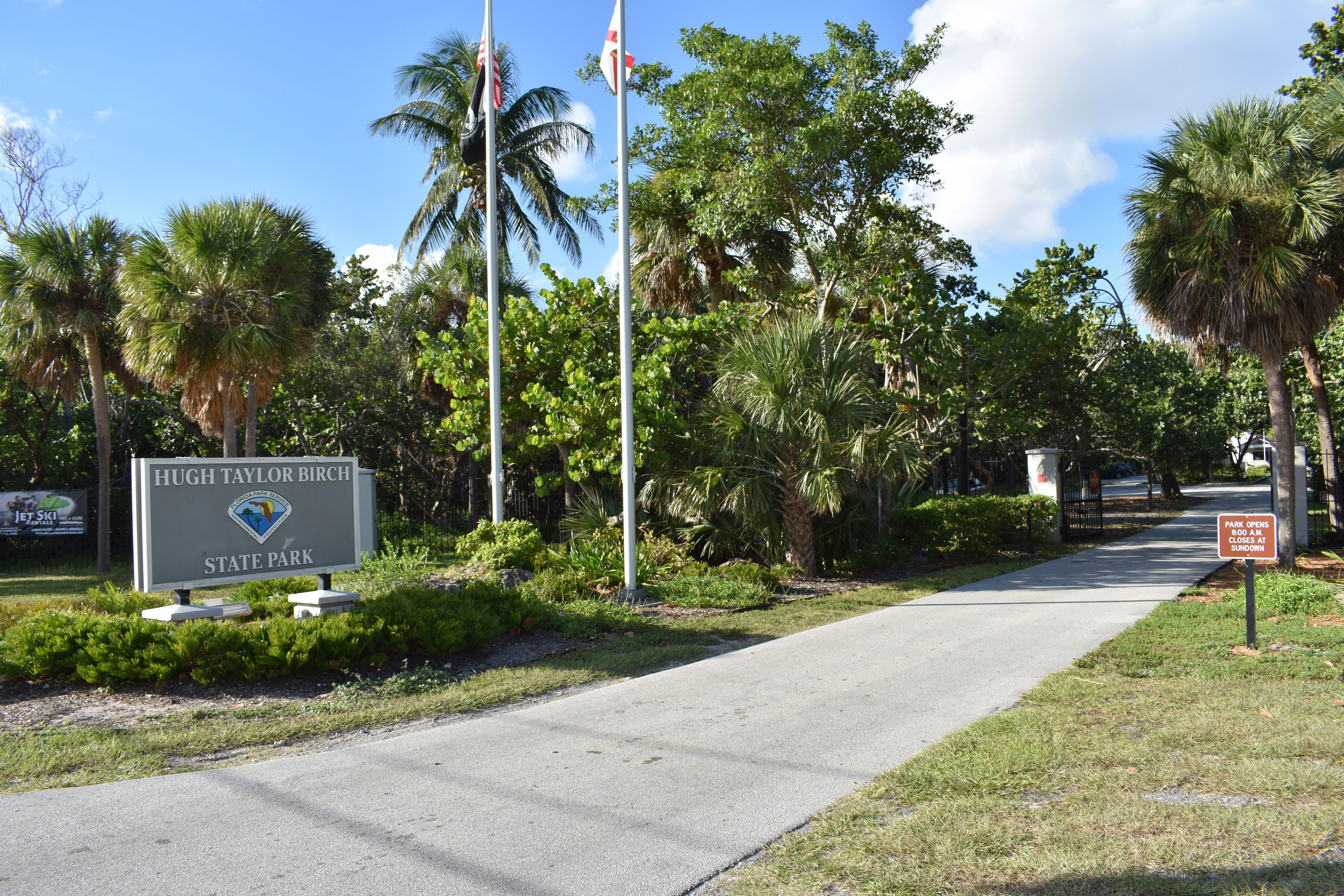

Der Hugh Taylor Birch State Park ist ein Florida State Park in Fort Lauderdale am East Sunrise Boulevard.
Zu den Wildtieren des Parks zählen die Östliche Indigoschlange, Schmetterlinge, die Gopher-Schildkröte und andere Schildkröten. Besucher können auch Graue Eichhörnchen, Sumpfkaninchen und Opossums sowie mehr als 200 Arten von Watvögeln, Falken und Enten sehen.

## Freizeitaktivitäten
Zu den Aktivitäten gehören Kanufahren, Radfahren, Angeln, Schwimmen, Segway-Touren und Gruppencamping. In den letzten Jahren wurde am Rande des Parks mit Blick auf den Ozean ein Restaurant und eine Bar im Freien, Park & Ocean, gebaut.

## Terramar-Besucherzentrum
Terramar zeigt Exponate über Hugh Taylor Birch, die Geschichte von Fort Lauderdale, Florida, die Ökologie und die Tierwelt des Ökosystems des Parks.